# 두촌사
두촌사는 대한민국 충청남도 청양군 정산면에 있는 사당이다. 1992년 9월 1일 청양군의 향토유적 제3호로 지정되었다.

## 개요
임진왜란 시 향병 100명을 이끌고 왜적을 물리치다 순절한 임정식선생을 추모하기 위해 건립한 사당이다.